# Stobaera granulosa
Stobaera granulosa är en insektsart som först beskrevs av Fowler 1905.  Stobaera granulosa ingår i släktet Stobaera och familjen sporrstritar. Inga underarter finns listade i Catalogue of Life.